# Deutsche Kurzbahnmeisterschaften 2012
Die Deutschen Kurzbahnmeisterschaften 2012 im Schwimmen fanden vom 22. bis 25. November 2012 in der Wuppertaler Schwimmoper statt und wurden vom SV Bayer Wuppertal organisiert. Der Veranstalter war der Deutsche Schwimm-Verband. Zur selben Zeit fanden im französischen Chartres die Kurzbahneuropameisterschaften 2012 statt. Beide Wettkämpfe dienten zur Qualifikation für die Kurzbahnweltmeisterschaften 2012 in Istanbul. Es wurden bei Männern und Frauen Wettkämpfe in je 20 Disziplinen ausgetragen, darunter zwei Staffelwettkämpfe.
| Disziplin           | Männer                                                           | Männer                                                           | Männer   | Frauen                                      | Frauen                                      | Frauen   |
| Disziplin           | Name                                                             | Verein                                                           | Zeit     | Name                                        | Verein                                      | Zeit     |
| 050 m Freistil      | Steffen Deibler                                                  | Hamburger SC                                                     | 00:21,72 | Britta Steffen                              | SG Neukölln Berlin                          | 00:24,20 |
| 100 m Freistil      | Christoph Fildebrandt                                            | SG Bayer                                                         | 00:48,05 | Britta Steffen                              | SG Neukölln Berlin                          | 00:52,60 |
| 200 m Freistil      | Paul Biedermann                                                  | SV Halle/Saale                                                   | 01:43,47 | Alexandra Wenk                              | SG Stadtwerke München                       | 01:57,80 |
| 400 m Freistil      | Paul Biedermann                                                  | SV Halle/Saale                                                   | 03:41,69 | Leonie Antonia Beck                         | SV Würzburg 05                              | 04:11,29 |
| 800 m Freistil      | Robert Nüßle                                                     | Erfurter SSC                                                     | 07:49,50 | Leonie Antonia Beck                         | SV Würzburg 05                              | 08:26,17 |
| 1500 m Freistil0    | Sören Meißner                                                    | SV Würzburg 05                                                   | 14:51,67 | Denise Gruhn                                | SG Dortmund                                 | 16:35,67 |
| 050 m Brust         | Bastian Vollmer                                                  | SG HT 16                                                         | 00:27,36 | Dorothea Brandt                             | SG Essen                                    | 00:30,77 |
| 100 m Brust         | Marco Koch                                                       | DSW 1912 Darmstadt                                               | 00:58,07 | Caroline Ruhnau                             | SG Essen                                    | 01:06,98 |
| 200 m Brust         | Marco Koch                                                       | DSW 1912 Darmstadt                                               | 02:04,95 | Caroline Ruhnau                             | SG Essen                                    | 02:24,40 |
| 050 m Schmetterling | Johannes Dietrich                                                | SC Wiesbaden 1911                                                | 00:23,22 | Doris Eichhorn                              | Aqua Berlin                                 | 00:26,72 |
| 100 m Schmetterling | Steffen Deibler                                                  | Hamburger SC                                                     | 00:51,42 | Paulina Schmiedel                           | SG Essen                                    | 00:58,40 |
| 200 m Schmetterling | Marco Koch                                                       | DSW 1912 Darmstadt                                               | 01:56,77 | Franziska Hentke                            | SC Magdeburg                                | 02:07,59 |
| 050 m Rücken        | Lukas Nattmann Stefan Herbst Jan-Philip Glania                   | SG Bayer SSG Leipzig SG Frankfurt                                | 00:24,56 | Doris Eichhorn                              | Aqua Berlin                                 | 00:27,60 |
| 100 m Rücken        | Jan-Philip Glania                                                | SG Frankfurt                                                     | 00:53,04 | Jenny Mensing                               | SC Wiesbaden 1911                           | 00:58,97 |
| 200 m Rücken        | Yannick Lebherz                                                  | Potsdamer SV                                                     | 01:52,70 | Jenny Mensing                               | SC Wiesbaden 1911                           | 02:05,61 |
| 100 m Lagen         | Dimitri Colupaev                                                 | DSV                                                              | 00:54,42 | Theresa Michalak                            | SV Halle/Saale                              | 00:59,79 |
| 200 m Lagen         | Fabian Schwingenschlögl                                          | 1. FCN Schwimmen                                                 | 01:58,65 | Theresa Michalak                            | SV Halle/Saale                              | 02:10,25 |
| 400 m Lagen         | Yannick Lebherz                                                  | Potsdamer SV                                                     | 04:05,28 | Theresa Michalak                            | SV Halle/Saale                              | 04:38,78 |
| 4 × 50 m Freistil   | Schwimmgemeinschaft Frankfurt Gogler, Heftrich, Glania, di Carli | Schwimmgemeinschaft Frankfurt Gogler, Heftrich, Glania, di Carli | 01:28,89 | SG Essen Brandt, Schmiedel, Ruhnau, Vitting | SG Essen Brandt, Schmiedel, Ruhnau, Vitting | 01:41,06 |
| 4 × 50 m Lagen      | SG Essen Aydin, Feldwehr, Kusch, Hajder                          | SG Essen Aydin, Feldwehr, Kusch, Hajder                          | 01:38,22 | SG Essen Höpink, Ruhnau, Schmiedel, Brandt  | SG Essen Höpink, Ruhnau, Schmiedel, Brandt  | 01:50,71 |

1. ↑  Deutscher Altersklassenrekord für 15-Jährige
2. 1 2  Deutscher Altersklassenrekord für 19-Jährige

## Randnotizen
Die Männerstaffel der SSG Leipzig mit Herbst, Golban, Wolst und Sikatzki stellte am 2. Wettkampftag bei einem Rekordversuch im Rahmen der Kurzbahnmeisterschaften in 1:39,35 einen deutschen Rekord über die selten geschwommenen 4 × 50 m Rücken auf.
Die Frauenstaffel der SG Stadtwerke München mit Schlegel, Roas, Ehrenbauer und Wenk stellte am 3. Wettkampftag bei einem Rekordversuch im Rahmen der Kurzbahnmeisterschaften in 4:07,48 einen deutschen Rekord über die selten geschwommenen 4 × 100 m Rücken auf.